# GWR 481 Class
GWR 481 Class — тип грузопассажирских паровозов с осевой формулой 1-2-0, разработанных паровозным суперинтендантом Большой западной железной дороги Джозефом Армстронгом и построенных на заводе дороги в Суиндоне в 1869 году. Они были аналогичны 439 Class, но стремительные линии внешних рам придавали им иной облик.

## История
Первоначально паровозы получили номера 481—490 и 1122—1131. После 1870 года 6 паровозов и дубликатов (1122—1127) были переведены в капитальный список под номерами 587—592 взамен списанных ширококолейных локомотивов, а оставшиеся 4 (1128—1131) в своё время заменили паровозы стандартной колеи № 12, 19, 20, 54
Три паровоза (№ 12, 19 и 20), прослужившие всё жизнь в севреном отделе дороги, прошли замену котлов в Вулвергемптоне при Джордже Армстронге между 1880 и 1890 годами. В 1895 году № 20 был полностью перестроен в Суиндоне и присоединён к паровозам 439 Class.
Остальные паровозы работали в южном отделе дороги до Южного Уэльса и Уэймута, а затем между Солсбери и Бристолем. В 1877—1890 годах «милые маленькие паровозики» были капитально отремонтированы в Суиндоне с использованием минимального количества деталей от первоначальных машин. В это же время Уильям Дин построил ещё один паровоз этого типа под номером 28.
Около 1900 года паровозы были переведены на второстепенные линии, и в 1904—1921 годах все были списаны. Паровоз № 485 прошёл около 1 500 000 миль (2 400 000 км).